# Филиппины на летних Олимпийских играх 1936
Филиппины на летних Олимпийских играх 1936 были представлены 28 спортсменами, которые завоевали 1 медаль. Это была третья Олимпиада подряд, где филиппинцы завоёвывали медали.

## Награды

### Бронза
| Бронза |             |                                            |
| №      | Спортсмены  | Вид спорта (дисциплина)                    |
| 1      | Мигель Уайт | Лёгкая атлетика (бег на 400 м с барьерами) |

## Состав Олимпийской сборной Филиппин

### Баскетбол

#### Состав команды
Второй раунд
| 9 августа 1936 |  | Филиппины | 32 : 30 | Мексика |  |

Третий раунд
| 11 августа 1936 |  | Филиппины | 39 : 22 | Эстония |  |

1/4 финала
| 12 августа 1936 |                | Филиппины | 23 : 56 | США |  |
| 12 августа 1936 | Чарльз Борк 10 | Очки      |         |     |  |

за 5-8 места
| 13 августа 1936 |  | Филиппины | 32 : 14 | Италия |  |

за 5 место
| 14 августа 1936 |  | Филиппины | 33 : 23 | Уругвай |  |

### Бокс
Спортсменов — 5
| Спортсмен           | Категория  | 1/16                          | 1/8                            | Четвертьфиналы          | Полуфиналы           | Финал              | Место |
| Спортсмен           | Категория  | Соперник Результат            | Соперник Результат             | Соперник Результат      | Соперник Результат   | Соперник Результат | Место |
| ------------------- | ---------- | ----------------------------- | ------------------------------ | ----------------------- | -------------------- | ------------------ | ----- |
| Фелипе Нуньяг       | До 50.8 кг | Думитру Панаитеску (ROU) Поб. | Рауль Дегрис (BEL) Пор.        | Завершил выступление    | 9                    |                    |       |
| Оскар де Ларрасаба  | До 53.5 кг | Вигго Фредериксен (DEN) Поб.  | Вильгельм Сташ (GER) Поб.      | Джек Уилсон (USA) Пор.  | Завершил выступление | 5                  |       |
| Фелипе Габусо       | До 57.2 кг | Теодор Кара (USA) Пор.        | Завершил выступление           | 16                      |                      |                    |       |
| Хосе Падилья        | До 61.2 кг | Карл Шмедес (GER) Поб.        | Чеслав Сираньяк (POL) Поб.     | Имре Харанки (HUN) Пор. | Завершил выступление | 5                  |       |
| Симплисио де Кастро | До 66.7 кг |                               | Маттиас Санцассиани (LUX) Поб. | Роже Тритц (FRA) Пор.   | Завершил выступление | 5                  |       |

### Борьба
Спортсменов — 1
Вольная борьба
Соревнования в каждом весе проводились по круговой системе. Борец проигравший два боя выбывал из дальнейших соревнований.
До 56 кг
Раунд 1)  Энрике Хурадо (PHI) —  Росс Флуд (USA) — пор.

Раунд 2)  Энрике Хурадо (PHI) —  Аатос Яскари (FIN) — пор.

11 место

### Лёгкая атлетика
Спортсменов — 6
Мужчины
| Спортсмен         | Соревнование      | Предварительный раунд | Предварительный раунд | Полуфиналы | Полуфиналы | Финал     | Финал     |
| Спортсмен         | Соревнование      | Результат             | Место                 | Результат  | Место      | Результат | Место     |
| ----------------- | ----------------- | --------------------- | --------------------- | ---------- | ---------- | --------- | --------- |
| Немесио де Гусман | 100 м             | 11.1                  | 34                    | Не прошёл  | Не прошёл  | Не прошёл | Не прошёл |
| Немесио де Гусман | 200 м             | 22.9                  | 28                    | Не прошёл  | Не прошёл  | Не прошёл | Не прошёл |
| Антонио Сальседо  | 100 м             | ?                     | 37                    | Не прошёл  | Не прошёл  | Не прошёл | Не прошёл |
| Антонио Сальседо  | 200 м             | ?                     | 25                    | Не прошёл  | Не прошёл  | Не прошёл | Не прошёл |
| Мигель Уайт       | 110 м с барьерами |                       | 30                    | Не прошёл  | Не прошёл  | Не прошёл | Не прошёл |
| Мигель Уайт       | 400 м с барьерами | 53.4 (Q)              | 1                     | 53.42 (Q)  | 6          | 52.8      |           |
| Теодоро Маласиг   | 400 м с барьерами | 56.1                  | 26                    | Не прошёл  | Не прошёл  | Не прошёл | Не прошёл |
| Ниньо Рамирес     | Прыжки в длину    | ? (NR)                | -                     | Не прошёл  | Не прошёл  | Не прошёл | Не прошёл |
| Симеон Торибио    | 1.85              | 1                     |                       |            | 1.85       | 12        |           |

### Плавание
Спортсменов — 5
Мужчины
| Спортсмен                                                   | Соревнование        | Предварительный раунд | Предварительный раунд | Полуфиналы | Полуфиналы | Финал     | Финал     |
| Спортсмен                                                   | Соревнование        | Результат             | Место                 | Результат  | Место      | Результат | Место     |
| ----------------------------------------------------------- | ------------------- | --------------------- | --------------------- | ---------- | ---------- | --------- | --------- |
| Хосе Обиаль                                                 | вольный стиль 100 м | 1:01.7                | 24                    | Не прошёл  | Не прошёл  | Не прошёл | Не прошёл |
| Жикрум Аджалуддин                                           | вольный стиль 100 м | 1:01.0 (Q)            | 12                    | 1:00.5 (Q) | 11         | Не прошёл | Не прошёл |
| Жикрум Аджалуддин                                           | брасс 200 м         | 2:50.2 (Q)            | 10                    | 2:54.0 (Q) | 12         | Не прошёл | Не прошёл |
| Арсад Алпад                                                 | брасс 200 м         | 2:52.6 (Q)            | 12                    | 2:54.6 (Q) | 13         | Не прошёл | Не прошёл |
| Теофилио Ильдефонсо                                         | брасс 200 м         | 2:47.4 (Q)            | 6                     | 2:46.8 (Q) | 7          | 2:51.1    | 7         |
| Нильс Кристиансен                                           | на спине 100 м      | 1:11.5 (Q)            | 10                    | 1:11.1 (Q) | 9          | Не прошёл | Не прошёл |
| Жикрум Аджалуддин Арсад Алпад Нильс Кристиансен Хосе Обиаль | эстафета 4х200 м    | 9:45.8 (Q)            | 12                    |            |            | Не прошли | Не прошли |

### Стрельба
Спортсменов — 2
Мужчины
| Спортсмен        | Соревнование                       | Финал               | Финал               |
| Спортсмен        | Соревнование                       | Результат           | Место               |
| ---------------- | ---------------------------------- | ------------------- | ------------------- |
| Мартин Гисон     | Скоростной пистолет 25 м           | DSQ (<18 попаданий) | DSQ (<18 попаданий) |
| Мартин Гисон     | Произвольный пистолет 50 м         | 511                 | 30                  |
| Мартин Гисон     | Пневматическая винтовка 50 м. Лежа | 296                 | 4                   |
| Отониэль Гонзага | Скоростной пистолет 25 м           | DSQ (<18 попаданий) | DSQ (<18 попаданий) |
| Отониэль Гонзага | Пневматическая винтовка 50 м лежа  | 501                 | 37                  |
| Отониэль Гонзага | Пневматическая винтовка 50 м. Лежа | 291                 | 32                  |